# Bastide du Vallon Giraudy
La bastide du Vallon Giraudy est une bastide située dans le 14e arrondissement de Marseille (Bouches-du-Rhône).

## Localisation
Le Vallon Giraudy est situé dans la partie nord du quartier Saint-Joseph, au-delà de la limite d'urbanisation de la ville de Marseille, à l'extrême pointe sud-ouest du massif de l'Étoile, entre le vallon de la Mûre et le Vallon Dol. On y accède par le chemin des Bessons ou la traverse de la Tour-Sainte.

## Historique
Construit à la fin du XVIIe ou au début du XVIIIe siècle le Château Foucou a profité de quelques modifications au début du XIXe avec notamment l’ajout d’une citerne et d'un bâtiment rural en 1819. Au milieu du XIXe siècle, Louis Joseph Giraudy achète la propriété, qui va être bordée par le canal de Marseille. Ce sera le vallon Giraudy. Il aménage le château et en fait une bastide, avec un jardin de plaisance
L'ensemble de la bastide (façade et toitures) et du parc est inscrit monument historique en 1995.